# Gyergyóholló
Gyergyóholló (románul Corbu) falu és községközpont Romániában Hargita megyében. Hollósarka tartozik hozzá.

## Fekvése
Gyergyószentmiklóstól 55 km-re északra a Kis-Besztercébe ömlő Holló-, Baraszó-, Savului- és Argintaria-patakok völgyében fekszik.

## Története
A falu kialakulását a 18. században a Beszterce vízén való tutajozás segítette elő. Itt a duzzasztógátak nyáron is biztosították a tutajozáshoz elegendő vízmennyiséget, szemben a Marossal. Így a gyergyói fa és borvízkereskedelem fontos állomása volt. 1837-ben határában ólombánya működött. Több borvízforrása van. Lakói ma gyapjúszőttesekről, húsvéti hímes tojásaikról híresek. 1910-ben 1396 lakosából 889 román, 500 magyar és 6 német volt. A trianoni békeszerződésig Csík vármegye Gyergyótölgyesi járásához tartozott. 1992-ben 1614 lakosából 1375 román, 204 magyar és 35 egyéb volt.